# Nesticella sechellana
Nesticella sechellana là một loài nhện trong họ Nesticidae.
Loài này thuộc chi Nesticella. Nesticella sechellana được Eugène Simon miêu tả năm 1898.